# 866년

## 연호
- 당(唐) 함통(咸通) 7년
- 일본(日本) 조간(貞観) 8년

## 기년
- 당(唐) 의종(懿宗) 7년
- 신라(新羅) 경문왕(景文王) 6년
- 발해(渤海) 대건황(大虔晃) 9년

## 사건
- 10월 이찬 윤흥이 동생 숙흥,계흥과 함께 반란을 꾀하다 참살당함.
- 11.17 해적이 나타남

## 탄생
- 샤를로망, 서 프랑크 왕국의 왕.
- 고려(高麗)의 문하시중(門下侍中) 김행선(金行宣)